# David Bowie (album uit 1967)
David Bowie is het eerste naar zichzelf vernoemde album van de Britse muzikant David Bowie, uitgebracht in 1967, en tevens zijn debuutalbum. Op dit album is weinig terug te vinden van de muziekstijlen waarmee hij later bekendheid verwierf, zoals de folkrock op Space Oddity of de glamrock op zijn doorbraakalbum The Rise and Fall of Ziggy Stardust and the Spiders from Mars. In plaats daarvan zijn de nummers vooral gebaseerd op muziek uit de jaren 20 van de twintigste eeuw. Een aantal nummers kunnen echter vanwege hun thema's wel beschouwd worden als voorlopers op bekendere nummers en albums van Bowie. Van het album werden twee singles uitgebracht, namelijk "Rubber Band" en "Love You till Tuesday", maar deze wisten allebei de hitlijsten niet te halen.
Nadat het album werd uitgebracht, werd Bowie aan de kant gezet door zijn platenlabel Deram Records. Hierop maakte hij de video Love You till Tuesday om zichzelf in de kijker te brengen bij andere labels. In deze video zijn diverse nummers van het eerste album te horen, inclusief een vroege versie van "Space Oddity", de grote hit van Bowie's tweede album. Uiteindelijk tekende hij voor Philips in Engeland en Mercury Records in de Verenigde Staten.

## Tracklist
- Alle nummers zijn geschreven door Bowie.

Kant A
1. "Uncle Arthur" – 2:07
2. "Sell Me a Coat" – 2:58
3. "Rubber Band" – 2:17
4. "Love You till Tuesday" – 3:09
5. "There Is a Happy Land" – 3:11
6. "We Are Hungry Men" – 2:59
7. "When I Live My Dream" – 3:22

Kant B
1. "Little Bombardier" – 3:23
2. "Silly Boy Blue" – 4:36
3. "Come and Buy My Toys" – 2:07
4. "Join the Gang" – 2:17
5. "She's Got Medals" – 2:23
6. "Maid of Bond Street" – 1:43
7. "Please Mr. Gravedigger" – 2:35

Bonustracks op heruitgave 2010
1. "Rubber Band (Mono single A-side)" – 2:01
2. "The London Boys (Mono single B-side)" – 3:19
3. "The Laughing Gnome (Mono single A-side)" – 2:56
4. "The Gospel According to Tony Day (Mono single B-side)" – 2:46
5. "Love You till Tuesday (Mono single A-side)" – 2:59
6. "Did You Ever Have a Dream (Mono single B-side)" – 2:06
7. "When I Live My Dream (Mono single remaster)" – 3:49
8. "Let Me Sleep Beside You (Mono single remaster)" – 3:24
9. "Karma Man (Mono Decca master)" – 3:03
10. "London Bye Ta-Ta (Mono Decca master)" – 2:36
11. "In the Heat of the Morning (Mono Decca master)" – 2:44
12. "The Laughing Gnome (New stereo mix)" – 2:59
13. "The Gospel According to Tony Day (New stereo mix)" – 2:49
14. "Did You Ever Have a Dream (New stereo mix)" – 2:05
15. "Let Me Sleep Beside You (Stereo single version)" – 3:20
16. "Karma Man (New stereo version)" – 3:03
17. "In the Heat of the Morning (Stereo mix)" – 2:58
18. "When I'm Five" – 3:05
19. "Ching-a-Ling (Full length stereo mix)" – 2:48
20. "Sell Me a Coat (1969 Re-recorded version)" – 2:58
21. "Love You till Tuesday (BBC version)" – 2:56
22. "When I Live My Dream (BBC version)" – 3:33
23. "Little Bombardier (BBC version)" – 3:25
24. "Silly Boy Blue (BBC version)" – 3:22
25. "In the Heat of the Morning (BBC version)" – 4:16

## Musici
- David Bowie: zang, gitaar, saxofoon, arrangement
- Derek Boyes: orgel
- Dek Fearnley: basgitaar, arrangement orkest
- John Eager: drums
- Mike Vernon: producer
- Gus Dudgeon: geluidstechnicus